# Petoskey News-Review
Le Petoskey News-Review est le journal quotidien de Petoskey. 

## Histoire
Fondé en 1878 sous le nom de Petoskey City Record, il devint le Petoskey Evening News après plusieurs fusions. En 1953, ce journal fusionna avec le Northern Michigan Review, devenant le Petoskey News-Review. En 2006, le journal et ses publications sœurs furent achetés par Schurz Communications de South Bend. En 2019, il fut vendu à GateHouse Media. Le journal est publié quotidiennement, cinq jours par semaine.